# Антоний (епископ Вологодский)
Епископ Антоний (1520-е — 26 октября [5 ноября] 1588, Вологда) — епископ Русской Православной Церкви, епископ Вологодский и Великопермский.

Канонизирован в лике святителя, память в XX — XXI веках 26 октября (8 ноября), а также — в Соборе Вологодских святых и в Соборе Смоленских святых.

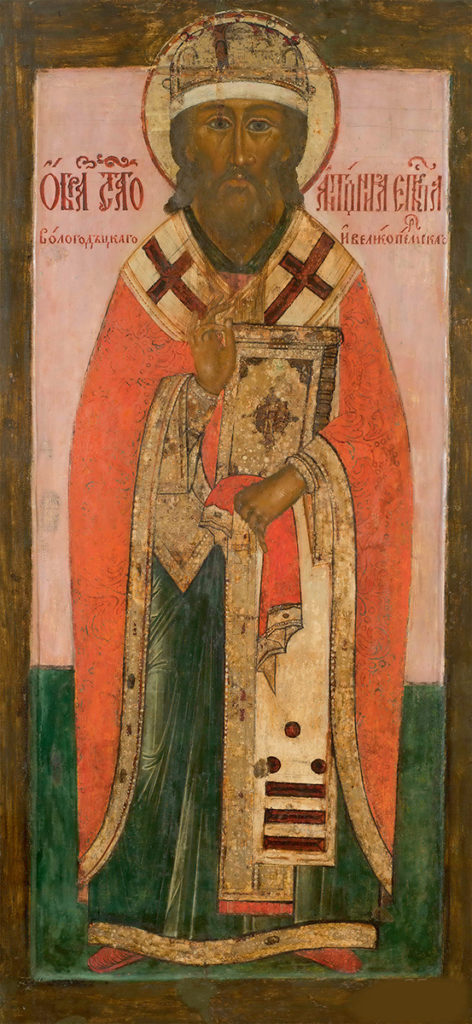
Свт. Антоний Вологодский. Икона из Вологодского Никольского храма у золотых крестов, кон. XVII в.-нач. XVIII в.

## Биография
Антоний, в миру Алексеев, был учеником преподобного Герасима Болдинского, основателя Дорогобужского Болдина Троицкого монастыря. Воспитан был в духе благочестия и строгой монашеской жизни.
Написал житие своего наставника.
После смерти Иосафата, преемника св. Герасима, был избран братиею игуменом.
Управлял Дорогобужским монастырем в сане игумена с 1569 до октября 1585 года.
Когда, после епископа Варлаама I освободилась Вологодская архиерействующая кафедра, Антоний собором иерархов признан был достойным занять её «многаго ради добродетельного жития своего» и 11 октября 1585 года хиротонисан во епископа Вологодского.
Святительствовал всего два года. Как передаёт жизнеописатель святителя Антония: «Но и в это непродолжительное время он своей отеческой заботой о благе пасомых, тихостью нрава и кротостью обращения, нелицемерным правосудием, радушием и милосердием к бедным снискал у всех большую любовь и уважение».
По благословению святителя Антония основана Владимирская Заоникиева пустынь на месте явления иконы Божией Матери поселянину Илариону, позднее принявшему иноческий сан под именем Иосиф.
Будучи уже в полном изнеможении, святитель Антоний совершил 1 октября 1588 года освящение придела в честь Усекновения главы Иоанна Предтечи Вологодского Софийского собора. До последнего дня он ежедневно ходил в новоосвященный храм ко всем церковным службам; здесь он совершил последнюю Божественную литургию.
Скончался 26 октября 1588 года (по Строеву — 1587 года). Погребён он в Вологодском Софийском соборе у северной стены.

## Канонизация
В рукописной книге «Житие вологодских чудотворцев», хранившейся в соборе, было сказано, что «от честнаго его гроба верные исцеления приемлют и доныне, всяким недугом одержимые, молитвами святителя».
По сообщению инока Болдиной обители Дионисия, святитель Антоний вместе с преподобным Герасимом явились ему во время болезни и отогнали от него тёмные силы, — и болезнь оставила его.
В 1841 году имя святителя Антония было включено в Собор Вологодских святых, установленный по благословению епископа Вологодского Иннокентия (Борисова).
9 сентября 1998 года по благословению Святейшего Патриарха Московского и всея Руси Алексия II мощи святителя Антония были обретены, а 26 сентября торжественным крестным ходом перенесены из Софийского собора в церковь Николая Чудотворца во Владычной слободе Вологды, где и пребывали до 3 декабря 2016 года. С 4 декабря 2016 года мощи Святителя пребывают в возвращенном Церкви Воскресенском зимнем кафедральном соборе Вологды.

## Иконография
Редким единоличным образом Антония является икона XVII в. из Николаевской Золотокрестовской церкви Вологды. В основном, он изображается в группе святых: в ряде икон «Спас Вседержитель, с предстоящими и припадающими Вологодскими чудотворцами», на иконе «Спас обыденный» XIX в. из Андреевской Фрязиновской церкви Вологды, на иконе «Спас Вседержитель, с 32 вологодскими святыми» XVIII в. из Троице-Герасимовской церкви Вологды.